# پیتر بدون دم (فیلم ۱۹۹۷)
پیتر بدون دم (سوئدی: Pelle Svanslös) یک فیلم است که در سال ۱۹۹۷ منتشر شد. از بازیگران آن می‌توان به بیورن گرانات اشاره کرد.